# Katholische Mission in Ostasien
Die christliche Mission in Ostasien begann 1289 mit der franziskanischen Mission in China, doch fand sie ihren Höhepunkt mit der jesuitischen Mission.

## Franziskanische Mission
1294 ging Johannes von Montecorvino nach China. 1368 brach die franziskanische Mission in China zusammen, da die Ming-Dynastie die Christen bekämpfte.

## Jesuitische Mission
Ab 1545 missionierte Francisco de Xavier auf der hinterindischen Halbinsel Malakka und auf mehreren Inseln der von den Portugiesen entdeckten Molukken im heutigen Indonesien.

### Japan
Auf Malakka trifft er nach seiner Rückkehr im Jahr 1547 den Samurai Yajirō von Satsuma, dessen Berichte ihn überzeugten, auch Japan den christlichen Glauben zu bringen. Nach Regelung von Ordensangelegenheiten in Goa, das als eine Art Basis seiner Missionstätigkeit dient, tritt er 1549 die Schiffsreise nach Nippon an. Der 15. August 1549 ist der Tag seiner Ankunft im Hafen von Kagoshima auf der japanischen Insel Kyushu. Rund drei Jahre lang verbringt Francisco de Xavier mit Aufgaben der Mission in Japan. Er gründet in Yamaguchi die erste christliche Gemeinde. Zum japanischen Kaiser wird er in Miyako (heute: Kyōto) 1551 nicht vorgelassen.
Dennoch war seine Missionstätigkeit sehr erfolgreich. Er und seine Nachfolger konnten mehrere Daimyō bekehren. Diese sandten 1582 eine Gesandtschaft nach Rom, um mit dem Papst Verbindung aufzunehmen.
Nach den Berichten der Jesuiten bauten sie über 200 Kirchen. Die Zahl der japanischen Christen soll damals bei 150 000 gelegen haben.

### China
Matteo Ricci reiste 1582 nach China. Dort ließ er sich zunächst in Chao-ch'ing in der Provinz Kwangtung nieder, lernte Chinesisch und stellte seine „Große Karte der zehntausend Länder“ her. 1589 ging er nach Shao-chou und unterrichtete dort westliche Mathematik, wie er sie von seinem Lehrer Clavius gelernt hatte. 1599 ging er, da Peking für Ausländer geschlossen war, nach Nanjing und arbeitete an mathematischen, astronomischen und geographischen Aufgaben. 1601 ging er dann nach Peking.
Seine Arbeit wurde von Nicolas Trigault fortgesetzt. Trigault wirkte als Missionar und Seelsorger in Nanjing, Hangzhou und vor allem in der Hauptstadt Peking. 1614 wurde er zum Prokurator der Ordensprovinz Japan und China ernannt.
Im Laufe des Jahres 1615 erwirkte Trigault wichtige Zugeständnisse von Papst Paul V. Speziell der Mission in China war es nun gestattet, die gesamte Liturgie in der Landessprache (und nicht mehr zwingend in Latein) zu feiern. Außerdem durfte die Missionare in China ihre Bekleidung bei liturgischen Feiern der Landestracht anpassen.
Er stellte zur Jahreswende 1617/18 eine Gruppe von 22 Jesuiten zusammen. Diese Gruppe brach unter seiner Leitung Mitte April 1618 von Lissabon aus in Richtung China auf.
Vor der Abreise brachte Trigault seinen Ordensgeneral Claudio Acquaviva dazu, China ordenspolitisch von Japan zu trennen und als unabhängige Ordensprovinz zu etablieren; mit ihm als Prokurator. Im Juli 1619 erreichten sie Macau. Von dort aus gründeten sie u. a. die Missionen Hunan und Kaifeng.

## Mission im 20. Jahrhundert
Wie sich im 20. Jahrhundert das Verhältnis zur Mission in Asien verändert zeigt sich an der Arbeit von Mutter Teresa, die seit 1928 im Loreto-Orden in Bengalen arbeitete, der sich im Unterrichtswesen engagierte. Nach einem "Berufungserlebnis" erhielt sie die Erlaubnis, den Orden zu verlassen und unter den Ärmsten der Armen zu leben. 1950 gründete sie den Orden "Missionarinnen der Nächstenliebe", der weder Unterrichtung noch Mission zu seiner Hauptaufgabe machte, sondern die Pflege von Sterbenden, Waisen und Leprakranken.
Dass der Orden überhaupt noch missioniert und in einigen Niederlassungen wie in etwa in Papua-Neuguinea ausschließlich für die Missionierung arbeitet, wird von vielen seiner Bewunderer bzw. Anhänger kritisiert.